# سانتا إينيس
سانتا إينيس هي مدينة وبلدية في مقاطعة برغش، جزء من مناطق إسبانيا ذات الحكم الذاتي في منطقة قشتالة وليون (أسبانيا).